# 光鱗奈氏鱈
光鱗奈氏鱈，為輻鰭魚綱鱈形目鼠尾鱈科的其中一種，分布於中東太平洋下加利福尼亞海域，屬深海底棲性魚類，深度768-1660公尺，本魚吻短且圓鈍，無鱗片，體灰褐色至紫羅蘭色，鰓腔及腹部黑色，體長可達30公分，棲息在底層水域，生活習性不明，可做為食用魚。